# Iakovenkove, Lenine
Iakovenkove (în ucraineană Яковенкове) este un sat în comuna Zavitne din raionul Lenine, Republica Autonomă Crimeea, Ucraina.

## Demografie
Componența lingvistică a localității Iakovenkove
     Rusă (59,15%)
     Tătară crimeeană (24,65%)
     Ucraineană (15,49%)
     Alte limbi (0,7%)
Conform recensământului din 2001, majoritatea populației localității Iakovenkove era vorbitoare de rusă (59,15%), existând în minoritate și vorbitori de tătară crimeeană (24,65%) și ucraineană (15,49%).